# Distorsión (economía)
Una distorsión es una desviación de la asignación de recursos económicos del estado en que cada agente maximiza su propia utilidad. Un impuesto proporcional sobre los ingresos salariales, por ejemplo, es distorsionador, mientras que un impuesto de suma fija no. En un equilibrio competitivo, un impuesto proporcional a la renta salarial desanima a trabajar.
En competencia perfecta y sin externalidades, hay cero distorsiones en un equilibrio de mercado de oferta y demanda donde el precio es igual al coste marginal para cada empresa y producto. Más generalmente, una medida de distorsión es la desviación entre el precio de mercado de un bien y su coste marginal social; esto es, la diferencia entre la tasa marginal de sustitución en consumo y la tasa marginal de transformación en producción. Tal desviación puede resultar en regulaciones gubernamentales, tarifas de monopolio y cuotas de importación, que en teoría puede dar lugar a búsqueda de rentas.  Otras fuentes de distorsiones son externalidades sin corregir, diferentes impuestos en bienes o ingresos, inflación, e información incompleta. Cada uno de estos factores podría causar pérdidas netas en el excedente económico.